# Domino (film fra 2019)
 For alternative betydninger, se Domino (flertydig). (Se også artikler, som begynder med Domino)
Domino er en spillefilm fra 2019 instrueret af Brian De Palma.

## Medvirkende
- Nikolaj Coster-Waldau som Christian Toft
- Søren Malling som Lars Hansen
- Paprika Steen som Hanne Toft
- Eriq Ebouaney som Ezra Tarzi
- Guy Pearce som Joe Martin
- Carice van Houten som Alex Boe
- Thomas W. Gabrielsson som Wold
- Ella-June Henrard som model
- Sachli Gholamalizad som Fatima
- Esben Dalgaard Andersen som betjent
- Jacob Lohmann som betjent
- Ardalan Esmaili som Omar
- Jay Pothof som Musa
- Morten Holst som politivagt
- Sus Wilkins som kvinde på kaffebar
- Nicolas Bro som portør